# Association sportive et culturelle Nasr de Sebkha
Maillots
L'Association sportive et culturelle Nasr de Sebhka (en arabe : الجمعية الرياضية و الثقافية نصر السبخة), plus couramment abrégé en ASC Nasr Sebhka, est un club mauritanien de football fondé en 1997 et basé à Nouakchott, la capitale du pays.
Le club évoluait en première division du championnat mauritanien.

## Histoire
Lors de la saison 2010-11, le club est exclu du championnat pour raisons financières (avec deux autres équipes, l'ASC Mauritel et l'ACAS Teyarett). Par conséquent, la compétition ne se déroule qu'avec neuf clubs avec aucune relégation en fin de saison.

## Palmarès
| \| - Championnat de Mauritanie (3) : - Champion : 2003, 2005 et 2007. - Coupe de Mauritanie (1) : - Vainqueur : 2006. - Finaliste : 2008. \| \| - Supercoupe de Mauritanie (1) : - Vainqueur : 2003. \| |  |                                                      |
| - Championnat de Mauritanie (3) : - Champion : 2003, 2005 et 2007. - Coupe de Mauritanie (1) : - Vainqueur : 2006. - Finaliste : 2008.                                                                  |  | - Supercoupe de Mauritanie (1) : - Vainqueur : 2003. |

## Personnalités du club

### Présidents du club
- Cheikh Ould Maouloud

### Entraîneurs du club
- Mohamed Diop